# Punk og hvad så?
|  | Denne artikel er oprettet af botten Steenthbot ud fra en ekstern database. Den kan derfor have sproglige fejl eller mangler. Denne skabelon kan fjernes efter kontrol af indholdet. |

Punk og hvad så? er en dansk dokumentarfilm fra 1983.

## Handling
Dokumentarisk beskrivelse af punk som ungdomskultur i Århus 1981.